# Stjepan Hauser
Stjepan Hauser (Pula, 15. lipnja 1986.), hrvatski violončelist.

## Životopis
Stjepan Hauser u rodnoj je Puli započeo osnovno glazbeno obrazovanje, a srednjoškolsko je pohađao i završio u Rijeci u klasi prof. Maura Šestana. Dobitnik je 21 prve nagrade na županijskim, državnim i međunarodnim natjecanjima. 
Iako tek u svojim dvadesetima, Stjepan Hauser je nastupao u više od 40 zemalja na svim kontinentima, uključujući prvijence u najprestižnijim svjestkim dvoranama poput Wigmore Halla, Royal Albert Halla, amsterdamskog Concertgebouwa, Southbank Centra i mnogih drugih.
Stjepan je laureat najprestižnijih međunarodnih natjecanja u Velikoj Britaniji poput PLG Young Artists Auditions 2009., J & A Beare Solo Bach Competition 2009., Philharmonia Orchestra - Martin Musical Scholarship Fund Award 2009 & 2008.,  Eastbourne Symphony Orchestra Young Soloist Competition 2009 & 2007., Tunbridge Wells International Young Concert Artists Competition 2008 & 2006., Computers in Personnel International Concerto Competition 2008., Frankopan Fund Award 2006., MBF Music Education Award 2006. i 2005. Stjepan je također dobitnik nagrada na najvećim violončelističkim natjecanjima poput Adam Cello International Competition  u Novom Zelandu 2009 i VTB Capital u Londonu 2009. U Hrvatskoj, dvaput je bio proglašen prvakom države 2002. i 2004. godine isto kao i pobjednik međunarodnih natjecanja „Rudolf Matz“ 2005. i „Lions Grand Prix“ 2003. U 2008. godini, Stjepan je proglašen pobjednikom televizijskog natjecanja „Potraga za najtalentiranijim mladim glazbenikom“ u emisiji Dobro jutro, Hrvatska.  Sveukupno posjeduje 21 prvu nagradu zbog čega je bio dvaput pozvan na gala koncerte za princa Charlesa u Buckinghamskoj palači i St. James palači.
Stjepan je jedan od posljednjih violončelista kojeg je veliki Mstislav Rostropovič čuo prije svoje smrti. Kao jedan od posljednjih učenika, Stjepan je imao čast nastupiti na četiri koncerta posvećena tom velikanu: Gala Koncert u Palazzo Vecchio u Firenzi; izvedba Šostakovičevog prvog cello koncerta uz pratnju Orchestra Sinfonica del Friuli Venezia Giulia u Teatro Comunale "Giuseppe Verdi" u Italiji; recital u Auditorium al Duomo, u Firenzi u sklopu prestižnog "Maggio Musicale Fiorentino" festivala; izvedba Kol Nidreia uz Metropolitan Sinfoniju na Gala Koncertu u St George's Bristolu.
Stjepan je zadivio mnoge najcjenjenije violončeliste poput Mstislava Rostropoviča, Heinricha Schiffa, Fransa Helmersona, Arta Norasa,Bernarda Greenhousea, Ralpha Kirshbauma, Philippa Mullera, Thomasa Demenge, Young–Chang Choa, Karine Georgian, Valtera Dešpalja, Reinharda Latzka, Roela Dieltiensa, Alexandera Ivashkina i ostale. 
Kao stipendist Zaklade Adris i Frankopan Fondacije završio je dodiplomski studij pod vodstvom prof. Natalie Pavlutskaye u Londonu, a kasnije na postdiplomski studij kod profesora Ralpha Kirshbauma kao stipendist Dorothy Stone Foundation na RNCM u Manchesteru i kod Bernarda Greenhousea u SAD-u.
U listopadu 2006. bio je jedini čelist izabran da izvede gala koncert u Palazzo Vecchio u Firenci za Mstislava Rostropoviča, koji je bio oduševljen ovim mladim umjetnikom. Uoči nastupa imao je i masterclass, kojeg je maestro odlučio filmski dokumentirati. Stjepan je sudjelovao na festivalu International Holland Music Sessions, čija mu je agencija u okviru projekta New Masters on Tour 2010/2011 omogućila niz recitala diljem Europe u najprestižnijim koncertnim dvoranama.
Stjepan Hauser član The Greenwich Trija kojeg legendarni Bernard Greenhouse opisuje kao novi „Beaux Arts Trio“. Trio je formiran 2006. godine a čine ga slovenska violinistica Lana Trotovsek te japanska pijanistica Yoko Misumi. Trio je osvojio niz prvih nagrada na međunarodnim natjecanjima komorne glazbe u Ujedinjenom Kraljevstvu, Belgiji i Italiji. The Greenwich Trio ostvaruje sada već regularnu suradnju s legendarnim Bernardom Greenhouseom, Mennahemom Presslerom, Ivry Gitlisom, Stephanom Kovacevicem i Rivkom Golani te je također surađivao s Beaux Arts Triom, Triom Fontenay, Amadeus Quartetom, Alban Berg Kvartetom, Quarneri Quartetom i ostalima. Svirali su na rasprodanom otvorenju novoizgrađene dvorane King's Place u Londonu, te Beethovenov Triple Koncert pod ravnanjem Barryja Wordswortha.
U siječnju 2011. zajedno s Lukom Šulićem obradio je poznati hit Michaela Jacksona Smooth Criminal, koji je u njihovoj violončelističkoj izvedbi u samo nekoliko dana postao hit na YouTubeu.
Dana 25. travnja 2011. izveli su uživo Smooth Criminal u emisiji Ellen DeGeneres uz veliko oduševljenje publike.
Hrvatska je publika imala priliku prvi puta uživo čuti “Smooth Criminal” u njihovoj izvedbi uz djela Sarasatea, Šostakoviča i Rimski-Korsakova 28. travnja na humanitarnom koncertu za Japan u Koncertnoj dvorani Vatroslava Lisinskog.

## Urban i Hauser
U svibnju 2011. snima s Damirom Urbanom spot za pjesmu „Black Tattoo“, a spot služi kao najava budućeg albuma tandema Urban i Hauser.

## Nagrade i odlikovanja
- 2014. – Red Danice hrvatske s likom Marka Marulića za osobiti doprinos u kulturi i promociji Hrvatske u svijetu[8]

## Vanjske poveznice
|  | Zajednički poslužitelj ima još gradiva o temi Stjepan Hauser |

- Službena stranica